# Liolaemus velosoi
Liolaemus velosoi — вид ігуаноподібних ящірок родини Liolaemidae. Ендемік Чилі.

## Поширення і екологія
Liolaemus velosoi мешкають в чилійському регіоні Атакама. Вони живуть в заростях чилійського маторралю, трапляються на оливкових плантаціях. Зустрічаються на висоті до 750 м над рівнем моря. Живляться комахами і павуками, відкладають яйця.